# 一条実文
一条 実文（いちじょう さねふみ、1917年（大正6年）8月10日 - 1985年（昭和60年）8月25日）は一条実孝の長男。妻は子爵松平頼庸の長女の好子。
祖父、父に続き海軍に入り、主計大尉になった。
子は長男の一条実昭（第28代当主）、次男の一条頼実（松平頼庸養子）。孫は一条実綱。